# Juan González de Becerril

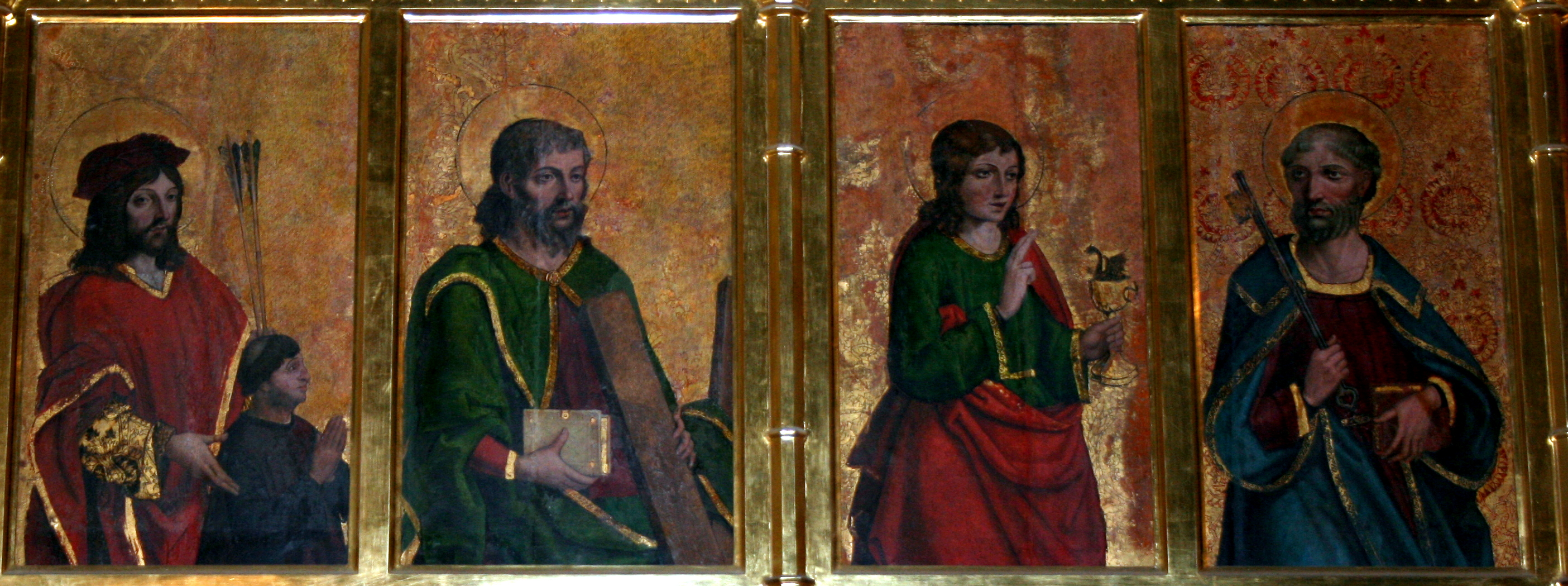
San Sebastián con el donante, san Andrés, san Juan Evangelista y San Pedro. Tablas de la predela del retablo de Horcajo de la Sierra conservado en la catedral de la Almudena de Madrid. Obra de fines del o comienzos del atribuido a un seguidor de Pedro Berruguete que podría ser Juan González de Becerril.

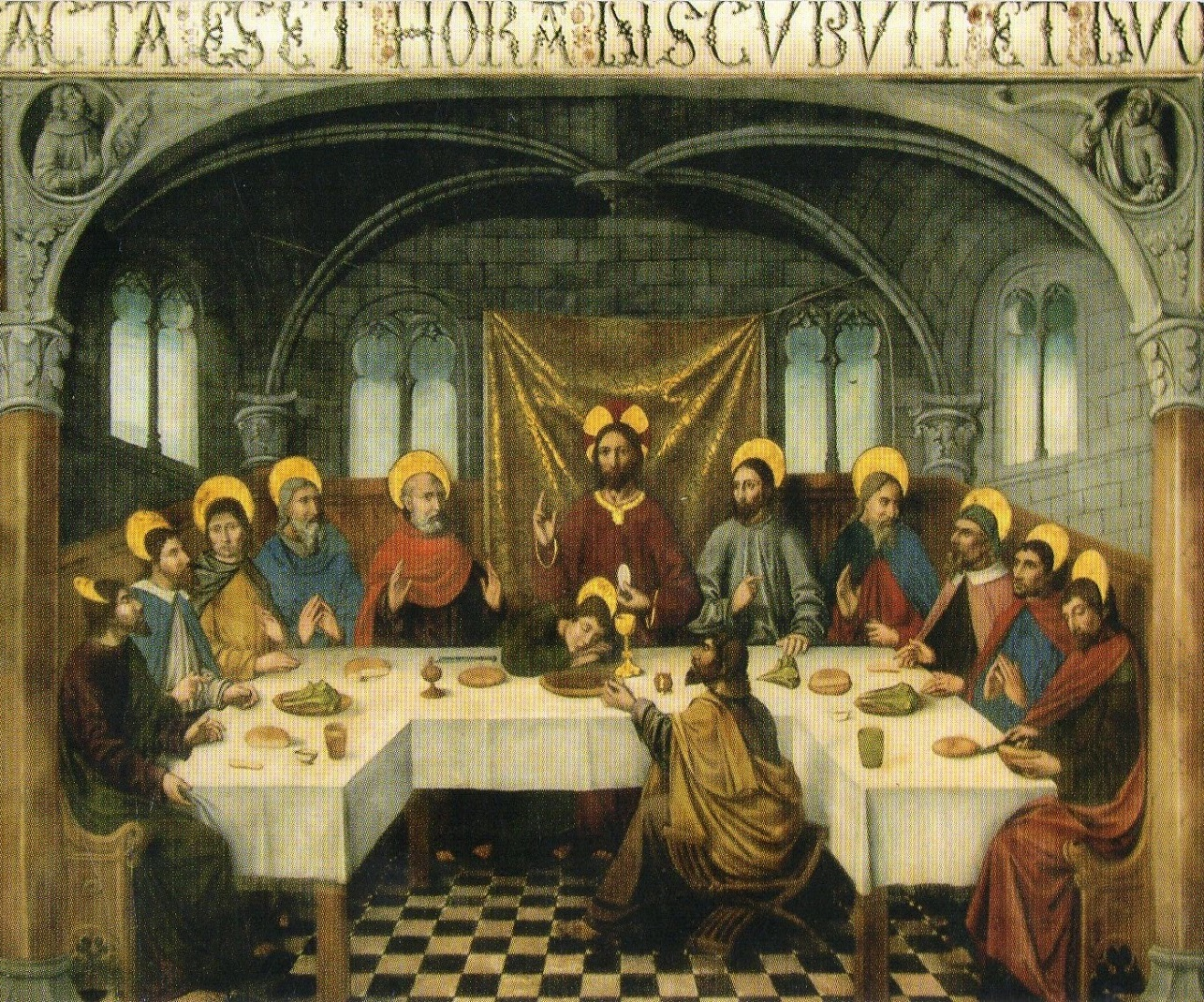
Última cena; monasterio de Santa Isabel de los Reyes, Toledo.

Juan González de Becerril, documentado en Toledo en 1498, fue un pintor renacentista español, discípulo y yerno de Pedro Berruguete.

## Biografía y obra
Casado con una hija de Pedro Berruguete de nombre Elena o Elvira, a la que en algún documento se llama la Toledana, según Ceán Bermúdez se le documenta en 1498 trabajando con otros pintores en la catedral de Toledo, en la pintura de algunas tablas para la claustra.
De difícil individualización, se le ha identificado con los llamados maestros de Horcajo, de Becerril y de Paredes de Nava aunque no hay datos que permitan sostener su actividad en tierras palentinas y, al contrario, es posible que realizase toda su obra en Toledo y su ámbito de influencia. Se le atribuyen algunas pinturas en la estela de Berruguete, como las pinturas murales del refectorio del convento de Santa Isabel de los Reyes de Toledo, con la Última cena en un marco arquitectónico todavía básicamente gótico pero animado por algún detalle renacentista, el retablo de la Misa de san Gregorio del Museo de Santa Cruz de Toledo, procedente de la parroquia de Santo Tomé, y las tablas del que fue retablo mayor de la iglesia de San Pedro in Cathedra de Horcajo de la Sierra, ahora en la catedral de Madrid, formado por doce historias de la vida de Jesús, de la Virgen y de san Pedro, y predela con santos y el retrato del donante, donde del mismo modo se unen los elementos arquitectónicos y arqueológicos góticos con los renacentistas.